# دانيال سكوت
دانيال سكوت (بالإنجليزية: Daniel Scott)‏ (16 أكتوبر 1986 في الولايات المتحدة - ) هو لاعب كرة قدم أمريكي في مركز الدفاع. لعب مع نادي شمال كارولاينا وTampa Bay Rowdies ‏ وCrossfire Redmond ‏ وKitsap Pumas ‏ وSound FC (men) ‏.

## وصلات خارجية
- دانيال سكوت على موقع قاعدة بيانات كرة القدم.إي يو (الإنجليزية)